# Olympische Sommerspiele 1956/Radsport – Mannschaftswertung Straße (Männer)
Bei den Olympischen Spielen 1956 in der australischen Metropole Melbourne wurde am 7. Dezember das Straßenrennen im Radsport für Männer ausgetragen.
88 Sportler – von denen nur 44 in die Wertung kamen – aus 28 Nationen ermittelten über eine Distanz von 187,73 km (= 116,7 mi) im Melbourner Vorort Broadmeadows die siegreichen Teams. Entscheidend für die Mannschaftswertung waren die Platzierungen der drei besten Fahrer jeder Nation der Einzelwertung (EW): Die Platzierungen wurden addiert, das Team mit der geringsten Punktzahl gewann die Goldmedaille.
Sieger wurde die Mannschaft aus Frankreich. Das Team aus Großbritannien belegte Rang 2, die Mannschaft Deutschlands gewann die Bronzemedaille.

## Ergebnis
| Rang | Nation         | Namen                                                     | EW       | Punkte |
| ---- | -------------- | --------------------------------------------------------- | -------- | ------ |
| 1    | Frankreich     | Arnaud Geyre Maurice Moucheraud Michel Vermeulin          | 2 8 12   | 22     |
| 2    | Großbritannien | Alan Jackson Stan Brittain Bill Holmes                    | 3 6 14   | 23     |
| 3    | Deutschland    | Horst Tüller Gustav-Adolf Schur Reinhold Pommer           | 4 5 18   | 27     |
| 4    | Italien        | Ercole Baldini Arnaldo Pambianco Dino Bruni               | 1 7 28   | 36     |
| 5    | Schweden       | Lars Nordwall Karl-Ivar Andersson Roland Ströhm           | 10 17 20 | 47     |
| 6    | Sowjetunion    | Anatoli Tscherepowitsch Mykola Kolumbet Wiktor Kapitonow  | 15 16 32 | 63     |
| 7    | Belgien        | Norbert Verougstraete Gustaaf De Smet Frans Van Den Bosch | 23 24 42 | 89     |
| 8    | Kolumbien      | Ramón Hoyos Pablo Hurtado Jaime Villegas                  | 13 39 40 | 92     |
| 9    | Äthiopien      | Guremu Demboba Mesfen Tesfaye Zehaye Bahta                | 25 36 38 | 99     |

Die Mannschaften aus Australien, Kanada, Mexiko, Österreich, Pakistan, Südafrika, der Tschechoslowakei, Uruguay, Venezuela, den Vereinigten Staaten und Vietnam kamen nicht in die Wertung, weil mindestens zwei Fahrer einer Mannschaft das Einzelrennen nicht beendet hatten.